# Nowobiocyna
Nowobiocyna – organiczny związek chemiczny, jest naturalnym antybiotykiem wytwarzanym przez bakterie Streptomyces niveus, z których została po raz pierwszy wyizolowana w 1955. Ma postać białego, krystalicznego proszku, rozpuszczalnego w wodzie i etanolu. Jest stosowany w przypadkach zakażenia niektórymi gronkowcami – wrażliwy na nowobiocynę jest np. S. epidermidis, zaś S. saprophyticus przeciwnie. Stosowany w leczeniu zakażeń MRSA.
Nowobiocyna to antybiotyk działający jako inhibitor gyrazy bakteryjnej.